# Dendrocacalia
Dendrocacalia é um género botânico pertencente à família Asteraceae.